# Rojo y miel
Rojo y miel es una telenovela chilena creada por Néstor Castagno, dirigida por María Eugenia Rencoret y emitida por Televisión Nacional de Chile desde el 3 de agosto hasta el 15 de diciembre de 1994. Narra el romance entre una joven recién titulada como arquitecta y un capataz de un fundo. Es protagonizada por Bastián Bodenhöfer, Ángela Contreras, Felipe Camiroaga y Yael Unger. Rojo y miel fue la telenovela más vista durante su periodo de emisión con un promedio de 21,6 puntos de sintonía.

## Historia
Es una historia de un inocente amor de niñez que se convierte en una promesa de amor entre el Rojo y la Miel.
Claudia Bernhardt (Ángela Contreras) y Rodrigo Carvajal (Bastián Bodenhöfer), se conocen desde la infancia y se enamoran perdidamente a pesar de la prohibición de sus padres.  
La joven es la hija mayor de Fernando Bernhardt (Edgardo Bruna) y Graciela Arancibia (Yaël Unger), quien es propietaria de empresas agrícolas y de la Hacienda Los Troncos. Mientras que él, es el hijo único de Ema Rivera (Maité Fernández), una humilde campesina de la hacienda.  
Al descubrir la relación entre su hija y el campesino, Fernando decide irse a la capital junto a sus hijos —incluida Claudia—. Graciela al verse distanciada de sus hijos, le ofrece a Bernhardt presidir las empresas agrícolas de su familia desde Santiago. Mientras que Arancibia, se queda en Los Troncos. 
La promesa de amor entre Claudia y Rodrigo se transformó en una situación difícil de cumplir, ya que Claudia comienza a vivir una vida capitalista en la ciudad e ingresa a la universidad, bajo la responsabilidad de Fernando. Mientras que Rodrigo, tras la muerte de su padre, ocupa el cargo de administrador de Los Troncos, propiedad de Graciela. 
Los conflictos entre Fernando y Graciela crecen debido al poder adquisitivo que genera Arancibia, lo que causa en Bernhardt un plan para desequilibrar a su esposa con el objetivo de apoderarse de toda su fortuna familiar. Para esto, contará desde su empresa con su amante, Carla Silva (Adriana Vacarezza), una ambiciosa ejecutiva, y desde Los Troncos, con Valeria Cortés (Solange Lackington), la dama de llaves de Graciela, quien siempre estuvo enamorada de su patrón.  
Sin embargo, el regreso de Claudia a Los Troncos, tras titularse de arquitecto, generará el reencuentro con Rodrigo, quien se convirtió en la mano derecha de Graciela. Esta situación causará un desequilibrio en los planes de Bernhardt para adquirir la hacienda. Por esto, decidirá poner a Javier Escudero (Felipe Camiroaga) en la vida de su hija para distanciarla de Graciela y Rodrigo, y así cumplir su ambicioso plan.

## Reparto
- Bastián Bodenhöfer como Rodrigo Carvajal
- Ángela Contreras como Claudia Bernhardt
- Felipe Camiroaga como Javier Escudero
- Yaël Unger como Graciela Arancibia
- Edgardo Bruna como Fernando Bernhardt
- Maricarmen Arrigorriaga como Bernardita Arancibia
- Adriana Vacarezza como Carla Silva
- Marcelo Romo como Alfonso Escudero
- Lucy Salgado como Rosa Flores
- Luis Alarcón como Alcides Mainardi
- Gonzalo Robles como Félix Flores
- Elvira López como Loreto Bernhardt
- Álvaro Escobar como Felipe Bernhardt
- Alejandra Fosalba como Teresita Ovalle
- Carlos Concha como Maximiliano Peña
- Pablo Schwarz como Hugo Flores
- Pamela Peragallo como Antonieta Arteaga
- Claudio Reyes como Bruno Bertuni
- Solange Lackington como Valeria Cortés
- Claudio Arredondo como Manuel Soto
- Mónica Carrasco como Sonia Vicuña
- Rodolfo Bravo como Andrés Arteaga
- Maité Fernández como Emma Rivera
- Grimanesa Jiménez como Carmen Véliz
- Amparo Noguera como Lucía Castellanos
- Patricio Strahovsky como Renato Bello
- Jaime McManus como Dante
- Paola Volpato como Isabel
- Catherine Lean como Catherine
- Rayén Montalba Nett como Soledad Arteaga
- Natalia Hinzpeter como Mariana Arteaga
- Marta Vergara como Margarita Correa
- César Abu-Eid como Kiko López

### Recurrentes e invitados
- Gloria Laso como Victoria Zambrano
- Luz Jiménez como Juana
- Renato Munster como Mauro Rossi.
- Damián Bodenhöfer como Rodrigo Carvajal (joven)
- Carolina Arredondo como Catalina Bello
- Fernando Castillo como Víctor Gutiérrez
- Sergio Allan como Cristián Yávar
- Marisol Pávez como Luisa
- Luz Berríos como Luz
- Mariana Prat como Madre de Dante
- Ernesto Gutiérrez como Detective
- Pablo Striano como Conserje
- Osvaldo Lagos como Médico
- Jaime Troncoso como Cristóbal
- Omar López como Montes
- María González como Oficial
- Óscar Hernández como Médico
- Diana Sanz como Dueña del bar
- Mireya Moreno como Dueña de la pensión
- Humberto Gallardo como Ugarte
- Javiera Contador como Javiera
- Carola Fredes como Carola
- Alberto Zeiss como Alberto
- Carolina Jerez como Ángela
- Carolina Infante como Tatiana
- Juan Pablo Sáez como Presentador TV
- Sergio Madrid como Funcionario judicial
- Víctor Carvajal como Magistrado
- Mario Poblete como Psiquiatra
- Agustín Moya como Fotógrafo
- Mario Bustos como Julio
- Mario Gatica como Traficante N°1
- Emilio García como Traficante N°2
- Héctor Aguilar como Jefe de traficantes
- Teresa Berríos como Clienta
- Rosario Berguecio como Verónica
- Mario Santander como César
- Fernando Solabarrieta como él mismo
- Mónica Aguirre como ella misma

## Equipo
- Dirección de Programación TVN: Jaime de Aguirre
- Dirección de Producción TVN: Cecilia Stoltze
- Dirección de Área Dramática TVN: Verónica Saquel
- Guion: Néstor Castagno
- Dirección general: María Eugenia Rencoret
- Producción general: Verónica Brañes
- Dirección de Unidad: Víctor Huerta
- Coordinación de Producción: Vania Portilla
- Edición: Miguel Garrido

## Banda sonora
Cassette - Banda Sonora Oficial. Comercializado por Musicavisión y producido por Sony Music Chile
LADO A
1. Keko Yunge - Estoy pensando en ti (Tema central / Rodrigo y Claudia)
2. Franco de Vita - Y te pienso (Claudia y Javier)
3. Cecilia Echeñique -  Cómo voy a renunciar a ti (Tema de Teresita)
4. Ricardo Montaner -  Es así (Tema de Lucía y Mauro)
5. Hernaldo Zúñiga -  Procuro Olvidarte (Tema de Bernardita y Renato)
6. Los Ladrones Sueltos - Con una rubia en el avión
7. RMX 94 (MC Dandy) - De do do do, De da da da da (Remix The Police)
8. Ricardo Sepúlveda - Siénteme

LADO B
1. Los Pericos - Me late (Tema de Andrés)
2. Los Fabulosos Cadillacs - Matador (Tema de Felix)
3. te regalo yo mi ojos - Claudio reyes (Tema de Bruno)
4. Los Fernandos - Te informo
5. La Mafia - Me estoy enamorando (Tema de Dante)
6. Andrés Calamaro - No se puede vivir del amor (Tema de Felipe)
7. rmix de dodo do te da da da
8. Tina Washington - Baby I love your way

No incluidos en el Cassette
- Ariztía - dile (Tema de Antonieta y Felipe)
- Luis Ángel - buena fortuna (Tema de Lucía y Rodrigo)
- Laura Pausini - La Soledad (Tema de Loreto)
- Silvio Rodríguez - Unicornio (Tema de Rodrigo y Claudia)
- CDM Project - Hooked On A Feeling
- Princess Rose - The Most Beautiful Girl In The World (Tema de Katty)
- Sergio Dalma - Solo para ti

## Premios y nominaciones
| Año  | Premio       | Categoría                             | Nominado           | Resultado |
| ---- | ------------ | ------------------------------------- | ------------------ | --------- |
| 1994 | Premios APES | Mejor telenovela                      | Rojo y Miel        | Nominada  |
| 1994 | Premios APES | Mejor actor principal de televisión   | Bastián Bodenhöfer | Nominado  |
| 1994 | Premios APES | Mejor actriz secundaria de televisión | Yael Unger         | Ganadora  |
| 1994 | Premios APES | Mejor actor secundario de televisión  | Luis Alarcón       | Nominado  |
| 1994 | Premios APES | Mejor actor secundario de televisión  | Marcelo Romo       | Nominado  |

## Retransmisiones
Rojo y miel fue retransmitida en la señal nacional de Televisión Nacional por primera vez entre desde el 5 de enero hasta el 9 de abril de 1998, a las 19:30 horas y posteriormente tras el tras el inicio de Iorana el 9 de marzo, se adelantó en el horario de las 18:30 horas. La segunda retransmisión tuvo lugar desde el 20 de marzo hasta el 1 de junio de 2002, en el horario de las 16:00 horas. Mientras que su tercera retransmisión comenzó el 16 de agosto de 2022, hasta el 31 de diciembre de ese año. Además, la totalidad de sus episodios con la duración original fueron subidos a una de las cuentas oficiales de TVN en YouTube durante 2018.